# 卡比阿迦
卡比阿迦（Kapi Agha），是奧斯曼帝國後宮的白人太監總管，也是太監首領。在16世紀他們的權力被黑人太監首領吉茲拉阿迦取代。

## 歷史與功能
卡比阿迦這頭銜暗示，他是門的首領，將進行國家事務的外院（Birûn）與內廷分開的區隔。負責控制內院的入口，卡比阿迦在托普卡珀皇宮入口右邊有辦公室並將蘇丹的命令傳遞給他的官員，是蘇丹和外界的中間人。卡比阿迦也負責管理恩德倫學校，托普卡帕宮的“阿加清真寺”就是為他們建設的。
因此，卡比阿迦是一個有影響力的職位，是蘇丹的密切顧問，能夠在帝國繼承中發揮決定性作用。他是大維齊爾和謝赫伊斯蘭後帝國第三大權力的官員，但與其他伊斯蘭國家不同，卡比阿迦從沒真正控制軍政，但很多人被任命為主要的省長，並且有幾個被認為是當時最偉大的奧斯曼政治家之一。
這個職位是蘇里曼大帝時期達到了它的最高度，當時它的持有者成為伊斯蘭慈善基金會和捐贈基金（瓦克甫）的管理人，這些基金會被指定用於維護伊斯蘭教，麥加和麥地那和七十多座大清真寺的運作。在此期間，卡比阿迦與大維齊爾公開競爭，以控制國家事務。然而不久之後，通過帝國后宮女性的影響，卡茲拉阿迦地位迅速提高於1587年獨立，成為後宮的控制者並迅速成為高級宮廷官員。在1704年當時其剩餘的權力轉移到了西拉赫達爾阿迦(武器持有者)。卡比阿迦的位置倖存下來，但此後沒有任何意義。